# Albert Dupouy
Albert Dupouy   (Carinhan de Bordèu, 21 de febrer de 1901 - Merinhac, 1 de desembre de 1973) va ser un jugador de rugbi a 15 francès que va competir durant la temporada de 1920.
El 1924 va ser seleccionat per jugar amb la selecció de França de rugbi a 15 que va prendre part en els Jocs Olímpics de París, on guanyà la medalla de plata.
Pel que fa a clubs, jugà al SA Bordelais, Stade cadurcien, US Montauban i Stade bordelais